# De Lamere
De Lamere – jednostka osadnicza w Stanach Zjednoczonych, w stanie Dakota Północna, w hrabstwie Sargent.